# Bohuslav Balbín
Bohuslav Balbín (n. 3 decembrie 1621, Hradec Králové, Țările Coroanei Boeme, Sfântul Imperiu Roman – d. 28 noiembrie 1688, Praga, Regatul Boemiei) a fost un scriitor, istoric, geograf și iezuit ceh, poreclit „Plinius al cehilor”. El a devenit bine cunoscut, de asemenea, ca un susținător al folosirii limbii cehe în perioada de început a germanizării ținuturilor cehe. 

## Viața
Balbín s-a născut în Hradec Králové. El provenea dintr-o familie catolică din clasa de mijloc a societății. Balbín a fost educat în principal în școli iezuite așa că în curând s-a alăturat misionarilor iezuiți. După ce a absolvit studii de filosofie la Universitatea din Olomouc, el a învățat la colegiile iezuite din Praga, Třeboň, Brno, Jičín, Jindřichův Hradec și Český Krumlov. După ce a elaborat mai multe manuale și piese de teatru didactice, s-a familiarizat cu sursele istorice din arhive și biblioteci. Întreaga sa viață a fost dedicată strângerii și publicării de materiale despre istoria cehilor, iar cercetările sale au fost adesea utilizate de către bollandiști. Balbín a murit la vârsta de 66 de ani, în Praga.

## Opera

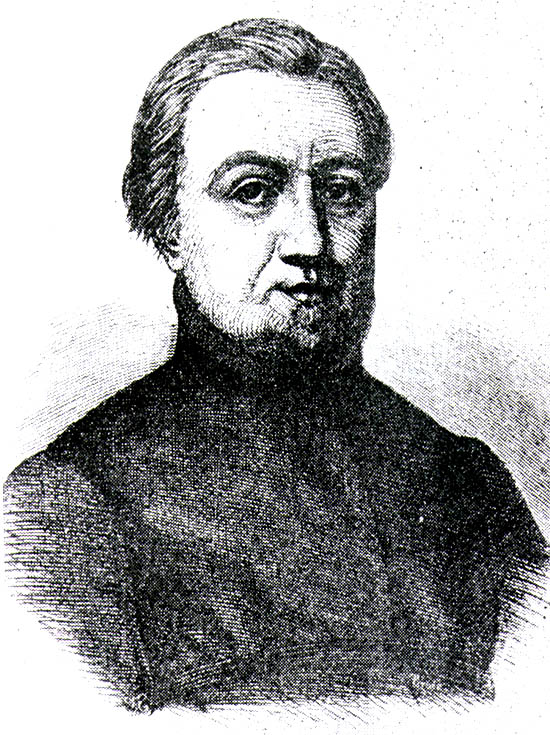
Bohuslav Balbín

A scris peste treizeci de lucrări, dintre care cea mai importantă este Miscellanea Historica regni Bohemiae („Spicuiri din Istoria Regatului Boemiei”, 6 vol., Praga, 1679-1687), în care el a descris geografia, istoria naturală și evenimentele istorice majore din țara sa natală. Lucrarea cuprinde o scurtă vitae a personalităților cehe.
Ea are următoarele secțiuni: 
- Miscellanea historica regni Bohemiae - Istoria Regatului Boemiei
- Liber naturalis - Natura Boemiei
- Liber popularis - Populația
- Liber chorographicus - Topografia
- Liber hagiographicus – Sfinții cehi
- Liber parochialis – Parohiile
- Liber episcopalis - Arhiepiscopia de Praga
- Liber regalis - Conducătorii
- Liber epistolaris - O serie de scrisori
- Bohemia Docta - Literatura și educația cehă
- Liber de seu curialis magistratibus et officiis curialibus: regem Bohemiae - Cartea magistraților instanței, precum și atribuțiile membrilor Curiei regale a Boemiei

Hârtie pe Terenuri si Birouri de Coroana cehă
Bohuslav Balbín (Balbinus) este cunoscut în Ținuturile Cehe în mare parte pentru „Apologia limbii slave și în special a celei cehe”, scrisă în limba latină. El a fost primul care a editat vechea cronică autohtonă a secolului al X-lea cunoscută ca Viața Sfintei Ludmila și Martiriul Sf. Venceslau, care este considerată cea mai veche lucrare istorică scrisă pe teritoriile cehe de un ceh. Balbinus a scris, de asemenea, De archiepiscopis Bohemiae („Despre arhiepiscopii Boemiei”, Praga, 1682) și Boemia Sancta, sive de sanctis Bohemiae, Moraviae, Silesiae, Lusatiae („Sfânta Boemie, sau Sfinții din Boemia, Moravia, Silezia și Lusatia”, Praga, 1682). Cartea Vita beatae Joannis Nepomuceni martyris (Viața Sfântului martir Ioan Nepomuk) a fost publicată la Praga în 1670 și este în mare parte responsabilă pentru dezvoltarea legendei Sfântului Ioan Nepomuk.  Balbin, de asemenea, a scris o carte de referință despre stilistică (1666) și două lucrări dedicate retoricii (1677, 1688) 